# Otite moyenne aiguë
Pour un article plus général, voir otite.
 Mise en garde médicale
L'otite moyenne aiguë (OMA) est une inflammation de l'oreille moyenne — et non pas du conduit auditif — liée à une infection, le plus souvent d'origine bactérienne, fréquente chez l'être humain.

## Généralités

### Épidémiologie
L’otite moyenne aiguë (OMA) est la pathologie la plus fréquente de l’enfant avant l’âge de 6 ans et surtout entre 6 mois et 2 ans.
Elle est aussi l’une des premières causes de prescription d’antibiotiques.
À 3 ans, plus de 80 % des enfants ont déjà présenté au moins une otite moyenne aiguë et la moitié d’entre eux, trois ou plus.
La raison de cette fréquence chez l'enfant tient à plusieurs facteurs :
- défenses immunitaires immatures ;
- trompe d'Eustache courte, perméable, et horizontale ;
- fréquence des rhinopharyngites (« rhume ») ;
- hypertrophie des végétations adénoïdes (« végétations »), souvent infectées.

L’otite moyenne aiguë, bilatérale dans 40 % des cas, prédomine d’octobre à avril, tout comme l’incidence des infections des voies supérieures.

### Bactériologie
Les germes en cause sont le plus souvent :
- Haemophilus influenzae (40 % des cas) : 17 % des souches sont résistantes à la pénicilline par production d'une enzyme : la bêta-lactamase. Les OMA à Haemophilus sont fréquemment associées à une conjonctivite (dans 75 % des cas), ce qui peut permettre d'orienter le traitement en l'absence d'identification du germe (syndrome otite-conjonctivite) ;

- Streptococcus pneumoniae (dit « pneumocoque ») (35 % des cas) : parfois lui aussi résistant à la pénicilline, par modification des protéines de liaison à la pénicilline. Ce sont les PSDP (pneumocoques de sensibilité diminuée aux pénicillines), particulièrement fréquents dans certaines situations :
  - enfant de moins de deux ans ;
  - vie dans une grande ville ;
  - garderie en crèche, collectivité d'enfants ;
  - traitement antibiotique, otite récente (il y a moins de 3 mois).

Les OMA à pneumocoque s'accompagnent d'une fièvre très élevée (souvent supérieure à 39 °C).
- Moraxella catarrhalis (10 % des cas) : quasiment toujours producteurs de bêta-lactamases, donc résistants à la pénicilline.

- Les autres germes (Staphylococcus aureus, Pseudomonas aeruginosa) sont beaucoup plus rares.

## Diagnostic
Le maître symptôme est l'otalgie (oreille douloureuse), mais qui n'est jamais évident chez les enfants ne parlant pas encore. On recherchera des signes indirects : enfant grognon, pleurant souvent, se touchant l'oreille, une diminution de l'appétit, des troubles du sommeil, des troubles digestifs, une conjonctivite, des antécédents d'otite, une vie en communauté, une prise récente d'antibiotiques, etc.
La fièvre est en général supérieure à 38 et inférieure à 40 °C.
L'enfant peut être amaigri, déshydraté. Des convulsions sont possibles : simples convulsions sans gravité (bien que très impressionnantes) liées à la fièvre dans l'immense majorité des cas, mais qui doivent faire évoquer une complication.

### Otoscopie
L'examen du tympan se fait avec un otoscope, en comparant le tympan de l'oreille malade au tympan de l'oreille saine. L'OMA se divise en 3 stades de gravité croissante :
- le stade congestif. Le tympan est rouge, inflammatoire, les vaisseaux sont très apparents. Sa transparence est diminuée, et le cône lumineux a disparu ;
- le stade collecté. Le tympan est uniformément rouge vif, bombé, le relief des osselets a disparu. À ce stade, il existe du pus dans l'oreille moyenne, qui presse contre la membrane tympanique ;
- le stade perforé. Une déchirure, souvent dans la zone postéro-inférieure du tympan, fait sourdre du pus dans le conduit auditif externe.

## Traitement
La guérison est spontanée dans la majorité des cas, 80 % en moyenne, entre les 7e et 14e jours.
Il repose sur un traitement antalgique et une surveillance de l'enfant :
- un antalgique/antipyrétique (type paracétamol) et anti-inflammatoires (type ibuprofène dès 3 mois).

Une antibiothérapie probabiliste, c’est-à-dire basée sur les données épidémiologiques, est employée en cas d'OMA purulente ou de signes physiques (fièvre) ou fonctionnels (douleur) intenses. Les dernières recommandations de la SPILF se basent sur le double constat de la diminution des PSDP et de l'augmentation des BLSE (entérocoques sécréteurs de bêta-lactamases, sélectionné par l'utilisation abusive des céphalosporines), et suggèrent :
- amoxicilline aux doses usuelles (80 mg/kg/j) en 3 prises pendant 8 jours en première intention ;
- adjoindre de l'acide clavulanique en cas de syndrome otite-conjonctivite (évocateur d'Haemophilus Influenzae) ou en cas d'échec à 48 heures ;
- discuter une paracentèse avec prélèvement et mise en culture du pus en cas de nouvel échec à 48 heures.

Les mesures associées sont :
- mouchage fréquent et désobstruction rhinopharyngée au sérum physiologique ;
- surveillance de l'enfant (douleurs et fièvre) pour s'assurer de la guérison et de l'absence de complications (0,1 % des cas).

Selon une méta-analyse publié en 2021, l'azithromycine est aussi efficace que l'amoxicilline avec l'acide clavulanique.

### Paracentèse
La paracentèse consiste à inciser le tympan pour débarrasser l'oreille moyenne du pus qui s'y est accumulé. C'est un geste simple, mais non dénué de risques (traumatisme du conduit auditif, otite externe, épidermose de la caisse du tympan) réservé à des indications précises :
- nourrisson de moins de 3 mois,
- OMA très douloureuse malgré un traitement antalgique bien suivi,
- OMA compliquée (voir plus bas),
- immunodépression,
- OMA résistante au traitement médical (persistance des signes après 72 heures d'antibiothérapie).

La paracentèse permet de recueillir le pus, de l'analyser, de trouver le germe, et de proposer un traitement optimal.

### Drain transtympanique
La pose d'un drain transtympanique, communément appelé « yoyo » en raison de sa forme, peut être discutée en cas d'otites récidivantes. L'indication reste cependant très discutée, avec notamment, l'absence de diminution significative du nombre d'otites.

## Complications
Elles sont devenues rarissimes depuis la large utilisation des antibiotiques :
- mastoïdite ;
- paralysie faciale otogène ;
- labyrinthite ;
- méningite purulente ;
- empyème sous-dural ;
- abcès intracérébral ;
- thrombose veineuse intracérébrale.